# 八戸学院大学
八戸学院大学（はちのへがくいんだいがく、英語: Hachinohe Gakuin University）は、青森県八戸市美保野13-98に本部を置く日本の私立大学。1981年創立、1981年大学設置。大学の略称は八大、八学。

## 概要
創立者はカトリックの信者であったが、いわゆるミッションスクールではない（ただし、講義では宗教学とキリスト教概論は必修）。図書館にチャペルを併設し、クリスマスミサを行っている。
地域に根ざした実学教育を標榜し、フィールドワークに重点を置いている。米軍三沢基地を活用しての語学インターンシップや学生による地域づくり活動（地域ブランドの推進活動と商品開発、ケーブルテレビの番組製作、高校に出向いての出張講義やキャリアサポート、ご当地体操の開発、健康に関する住民への啓蒙活動等）、小規模ながらも地域の自治体等と連携し特色ある教育を展開している。付属研究機関としては、八戸学院大学・八戸学院短期大学総合研究所を設置。
同大学硬式野球部・サッカー部などの振興への強化のほか、かつてはアイスホッケー部・自転車競技部が全国レベルで活躍した。現在、硬式野球部の学生による野球教室が年に1・2度開催されている。
大学と同大学短期大学部は同じ敷地内にある。学生は大半が自家用車で通っているが、朝夕にはスクールバスが運行されている。2007年1月には試験的に地域住民が無料で利用できるようになった。
大学内には学校法人光星学院の事務局がある。系列校に八戸学院大学短期大学部のほか、高校野球強豪でも知られる八戸学院光星高等学校、八戸学院野辺地西高等学校などがある。

## 沿革
- 1981年 八戸大学（商学部商学科の単科大学）として開学
- 1998年 八戸大学総合研究所を設置
- 2002年 八戸商工会館内に八戸大学総合研究所市内オフィスを設置
- 2004年 商学部商学科をビジネス学部ビジネス学科に名称を変更
- 2005年 人間健康学部人間健康学科を開設
- 2013年 校名を八戸大学から八戸学院大学に改称
- 2014年 八戸学院大学・八戸学院短期大学総合研究所を八戸学院大学・八戸学院短期大学地域連携研究センターに名称変更
- 2016年 人間健康学部を健康医療学部に改組。健康医療学部に看護学科を開設
- 2017年 八戸学院大学・八戸学院短期大学地域連携研究センターを八戸学院地域連携研究センターに名称変更
- 2018年 ビジネス学部ビジネス学科を地域経営学部地域経営学科に改組

## 教育および研究

### 学部
- ビジネス学部
  - ビジネス学科
- 健康医療学部
  - 人間健康学科
  - 看護学科
- 地域経営学部
  - 地域経営学科

## 施設

### キャンパス
- 美保野キャンパス

美保野キャンパス内には八戸学院大学、八戸学院大学短期大学部、八戸学院光星高等学校専攻科、八戸学院大学・八戸学院短期大学総合研究所、八戸学院大学・八戸学院短期大学図書館、光星学院専攻科実習棟、総合実習館、学生会館、学友会館、光星学院総合体育館、野球場が3箇所、サッカー場が2箇所、ラグビー場、運動場、弓道場、短期大学体育館、テニスコート2面、短期大学運動場、教職員宿舎、野球部、サッカー部の寮が併設されている。
ただし、正確には、サッカー部の寮はキャンパスに隣接する民間企業の所有地にあり、民間企業がサッカー部専用の寮として運営している。

## 対外関係
八戸学院大学では温水洋一主演の映画「伊藤の話」、（秋原正俊監督）のロケが2007年9月に行われた。温水洋一が扮する主人公・伊藤則資が八戸大学教授として登場する。また山寺宏一主演の映画「ルパンの奇巌城」、（秋原正俊監督）のロケが2010年5月に行われた。ウド鈴木が八戸大学教授として登場する。

## 他大学・機関との協定
- 八戸工業大学・八戸工業高等専門学校との間で学術交流協定を締結
- ハイライン・コミュニティ・カレッジ（八戸市の姉妹都市である米国フェデラルウェイ市にキャンパスを持つ短大）との海外姉妹校提携
- 八戸工業大学（単位互換協定）
- 放送大学（単位互換協定）
- 八戸学院大学短期大学部（単位互換協定）
- 青森県営農大学校（連携協定）
- 株式会社みちのく銀行（連携協定）
- 学校法人八洲学園（連携協定）
- 階上町（連携協定）

## 取得資格
資格
- ビジネス学部　日商簿記、ITパスポート 他
- 人間健康学部　社会福祉士、認定心理士、福祉住環境コーディネーター、健康管理士一般指導員 他

様々な資格取得ができるよう課外講座を開講している。一部の資格取得講座は一般にも開放されている。2010年（平成22年）度から、資格取得と職業イメージを明確化したコース制を導入している。
教職課程
- ビジネス学部　高等学校教諭一種免許状（商業）・（情報）
- 人間健康学部　高等学校教諭一種免許状（保健体育）・（看護）、中学校教諭一種免許状（保健体育）、養護教諭

## 大学関係者
- 清水秀彦（サッカー部チームディレクター・人間健康学部非常勤講師）
- 松本大（客員教授、マネックスグループ代表取締役社長CEO）
- 正部家種康（客員教授、郷土史家）
- 玉樹真一郎（特任教授、学長補佐）

## 主な出身者

### 野球
- 川島亮（プロ野球選手）
- 石川賢（プロ野球選手）
- 三木均（プロ野球選手）
- 内藤雄太（プロ野球選手）
- 青山浩二（プロ野球選手）
- 小野真悟（プロ野球選手、実業家） ※中退
- 塩見貴洋（プロ野球選手）
- 秋山翔吾（プロ野球選手）
- 田代将太郎（プロ野球選手）
- 髙橋優貴（プロ野球選手）
- 大道温貴（プロ野球選手）
- 中道佑哉（プロ野球選手）
- 武岡大聖（プロ野球選手）
- 松山晋也（プロ野球選手）
- 平尾柊翔（プロ野球選手）
- 須江航（野球指導者）

### サッカー
- 松田賢太（サッカー選手）
- 新井山祥智（サッカー選手）

### その他スポーツ
- 佐々木裕也（バスケットボール選手）
- 小笠原牧子（フィギュアスケート選手）
- 杉山和史（総合格闘家）

## 系列校
- 学校法人光星学院
  - 八戸学院大学短期大学部
  - 八戸学院光星高等学校
  - 八戸学院野辺地西高等学校
  - 八戸学院幼稚園
  - 八戸学院聖アンナ幼稚園
  - 八戸学院第二しののめ幼稚園